# Сара Гаррісон
Сара Гаррісон — британська журналістка, редакторка одного з розділів WikiLeaks., забезпечувала юридичний захист WikiLeaks і вважалася найближчим радником Джуліана Ассанжа. Супроводжувала інформатора Агентства національної безпеки Едварда Сноудена під час резонансного рейсу з Гонконгу до Москви, коли його розшукував уряд Сполучених Штатів Америки.

## Життєпис
Сара народилася 1982 року в родині Яна та Дженіфер Гаррісонів. Батько працював адміністратором у компанії «Burton». Сара навчалася у приватній школі «Севеноукс». За словами батька, вона успішно займалася бігом та плаванням. Добре склала іспити до освітньої фундації «International Baccalaureate». Під час навчання отримала річну академічну відпустку для подорожі та катання на лижах. Потім вивчала англістику в Лондонському університеті королеви Марії. Гаррісон продовжувала подорожувати і вирішила стати журналістом.
У 2009 році Сара Гаррісон стає неоплачуваним стажером-дослідником «Центру журналістських розслідувань» Лондонського міського університету, в якому навчають журналістів, а 2010-го — молодшим науковим співробітником «Бюро журналістських розслідувань», неприбуткової новинної організації, створеної у тому ж університеті. Пізніше вона закінчила Лондонський міський університет.

## WikiLeaks
Будучи стажером британського «Центру журналістських розслідувань» увійшла до групи Джуліана Ассанжа. Це сталося ще до витоку документів про війну в Афганістані (англ. Afghan War documents leak). Після того, як Даніель Домшайт-Берг покинув WikiLeaks через суперечку з Ассанжем, роль Сари Гаррісон в організації зросла, зокрема через витік дипломатичних телеграм США та юридичну боротьбу Ассанжа проти екстрадиції до Швеції. Гаррісон — колишній редактор розділу WikiLeaks. Вона відповідала за юридичний захист WikiLeaks на чолі з Балтасаром Гарсоном і була найближчим радником Джуліана Ассанжа. У 2014 році Гаррісон розповіла про свою підтримку WikiLeaks, сказавши, що «найбільша безпідзвітна сила сьогодення [це] Сполучені Штати Америки та наші західні демократії».
Сара Гаррісон також виконувала обов'язки директора «Courage Foundation», британського фонду підтримки інформаторів, заснованого у 2014 році Джуліаном Ассанжем як «Фонд захисту журналістських джерел» та існував до квітня 2017 року, коли WikiLeaks став бенефіціаром Courage.

### Едвард Сноуден
24 червня 2013 року WikiLeaks заявив, що Сара Гаррісон супроводжувала агента національної безпеки Едварда Сноудена під час резонансного рейсу з Гонконгу до Москви у пошуках політичного притулку від екстрадиції до США. Домінік Раше з Ґардіан зазначив, що вибір Сари Гаррісон для такої місії був «дивним вибором» через недостатній рівень її юридичної кваліфікації в порівнянні з іншими співробітниками WikiLeaks, тієї ж Дженніфер Робінсон — професійним юристом, що спеціалізується в галузі прав людини. На той час Гаррісон працювала в організації більше двох років. 1 серпня 2013 року вона супроводжувала Сноудена, який отримав тимчасовий притулок в Росії на рік, на виході з московського міжнародного аеропорту «Шереметьєво» після того, як йому надали рік тимчасового притулку.

### Вигнання з Великої Британії
У 2014 році Сара Гаррісон розповіла, що живе у вигнанні в Берліні, оскільки отримала юридичну консультацію про те, що її, швидше за все, буде затримано відповідно до Закону Великої Британії про тероризм при в'їзді до цієї країни. Відповідно до закону, її можуть попросити надати інформацію про джерела WikiLeaks та Сноудена, а відмова відповісти буде злочином.

## Нагорода
Сара Гаррісон отримала премію миру Віллі Брандта у 2015 році